# Kakolafunikularen
Kakolafunikularen (finska: Kakolan funikulaari) är en 130 meter lång utomhus snedhiss i Åbo i Finland, som förbinder bostadsområdena på Kakolabacken med Slottsgatan i stadens centrum.
Kakolafunikularen invigdes den 24 maj 2019. Kabinen rymmer 30 personer och resan, som tar cirka en minut, är gratis. Banan har byggts av Leitner Ropeways och skulle egentligen ha varit klar redan 2017. Byggkostnaden blev 5,6 miljoner euro mot planerade två miljoner.

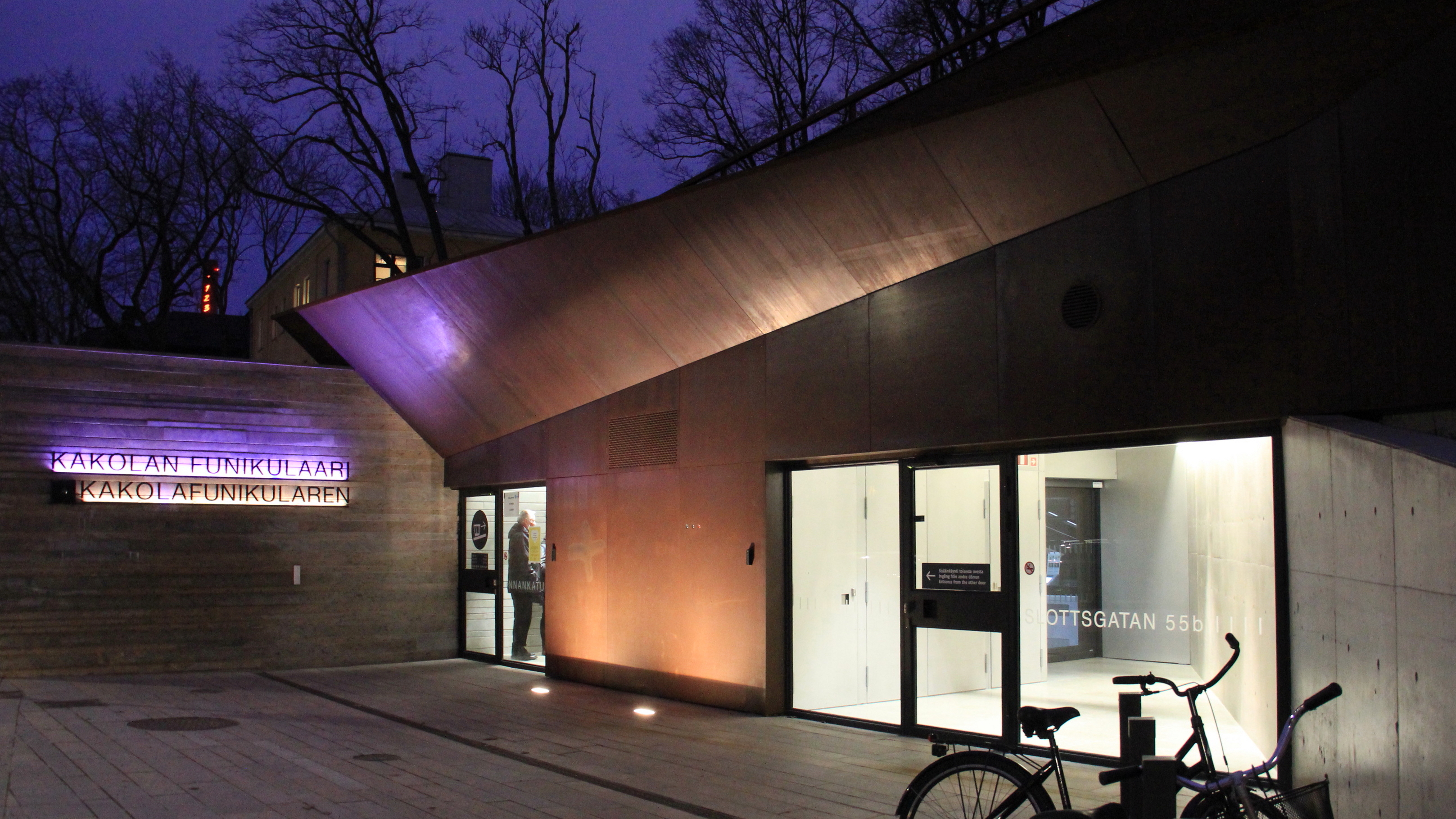
Dalstationen, ritad av Pekka Vapaavuori

Bergbanan har varit mycket omdiskuterad, dels på grund av utseendet på kabinen, som har liknats vid en fågelholk, och dels för att Åbo stad hade beslutat att banan endast skulle ha ett namn på finska. Efter protester och kontakt med Institutet för de inhemska språken fick den dock också ett svenskt namn.